# Дарида (футбольный клуб)
«Дари́да» (бел. «Дарыда») — белорусский футбольный клуб из посёлка Ждановичи (Минская область), основанный в 2000 году. С 2003 года по 2008 год участвовал в Высшей лиге Беларуси. По итогам сезона-2008 команда заняла 16-е место, после чего объявила о самороспуске.

## История
Футбольный клуб «Дарида» был основан в 2000 году по инициативе минского района при финансовой поддержке УЧП «Дарида». Команда была создана при участии специалистов, которые работали в самохваловичском «Сантанасе» (позднее переименован в «Ниву»). Своё название клуб получил от имени частного предприятия «Дарида», директор которого Владимир Делендик и стал председателем клуба. Завод «Дарида» известен своей минеральной водой и безалкогольными напитками, поэтому болельщики других клубов окрестили команду «минеральной дружиной» или попросту «минеральниками».
Сразу после создания команда была заявлена во вторую лигу чемпионата Беларуси, где заняла первое место по итогам регулярного чемпионата, а затем уверенно выиграла и финальный турнир. В первой лиге «Дарида» находилась два сезона. В 2002 году под руководством главного тренера Владимира Курнева она выиграла этот турнир и вышла в высшую лигу. В том турнире главный бомбардир клуба Олег Кузьменок забил 39 мячей, что до сих пор остается рекордным результатом для участников первой лиги.
Домашние матчи «Дарида» проводила в Дзержинске и на КФП «Дрозды». С выходом в первую лигу началось строительство собственной арены на базе футбольного поля Минского районного дома культуры.
Первоначальное название клуба было изменено в 2003 году на «Дарида-ТДЖ» (ТДЖ — аббревиатура одного из спонсоров: Торгового дома «Ждановичи»), но уже во время чемпионата финансовые недоразумения среди руководства привели к возвращению старого названия.
Дебют в высшей лиге вышел не очень убедительным. Проиграв большинство матчей, команда едва не покинула элитный дивизион. Чемпионат 2006 года, когда командой руководил главный тренер Людас Румбутис, получился у «Дариды» весьма успешным. Первый круг команда сенсационно завершила на первом месте, обыграв практически всех фаворитов. Однако во втором круге команду «накрыл» серьезный спад в игре и с каждым туром «Дарида» отдалялась от призовой тройки, заняв в итоге 8-е место.
Следующий сезон команда начала под руководством бывшего тренера сборной Беларуси Анатолия Байдачного. Также были подписаны контракты с рядом именитых игроков — Владимиром Маковским, Игорем Тарловским, Андреем Разиным и другими. Однако большие инвестиции не принесли результата: с самого начала сезона «Дарида» оказалась в конце таблицы, а первый круг закончила на предпоследнем месте. Игроки с большими зарплатами были уволены, а тренер покинул клуб со скандалом, обвинив руководство в невыполнении контрактных соглашений и постоянном вмешательстве в тренировочный процесс.
В начале октября 2008 года руководство клуба обвинило Белорусскую федерацию футбола в предвзятом отношении к команде. Руководству БФФ было направлено два официальных письма. Первое стало прямым следствием гостевого матча против «Немана», когда гродненская команда вырвала победу, забив два гола в компенсированное ко второму тайму время — на 92-й и 95-й минутах. При этом футболистам «Дариды» было показано восемь желтых карточек и одна красная, тогда как игрокам «Немана» — лишь одна жёлтая. Кроме того, судья Антуан Майоров не засчитал забитый «Даридой» гол. Там же приводились и другие факты судейских решений в матчах с участием «Дариды», которые повлияли на турнирное положение клуба. В этом же письме руководству БФФ выдвигался и своего рода ультиматум — «Дарида» требовала отменить результат матча с «Неманом» и провести повторную встречу. В связи с этим команда не вышла на игру против «Гранита» 11 октября 2008, за что ей было засчитано техническое поражение со счетом 0:3.
13 октября 2008 года судейским комитетом АБФФ было рассмотрено судейство в матче «Неман» — «Дарида». По его итогам арбитр Антуан Майоров и помощник рефери Дмитрий Семенов были отстранены от обслуживания матчей во всех лигах до конца сезона. Судейский комитет признал ошибочным решение А. Майорова не засчитать забитый «Даридой» второй гол. Все остальные решения арбитра — продолжительность дополнительного времени, справедливость вынесенных футболистам предупреждений и нарушения правил в момент голов в ворота «Дариды» — были признаны обоснованными.
В конце сезона-2008 клуб «Дарида» прекратил своё существование.

### Изменение названия клуба
- 2000—2002: «Дарида»
- 2003: «Дарида-ТДЖ»
- 2004—2008: «Дарида»

Вместе с названием клуба менялось и место его прописки. Вначале это были Ждановичи, а с 2005 года — весь Минский район, администрация которого считалась одним из главных спонсоров команды вплоть до конца сезона 2006 года.

### Главные тренеры «Дариды»
- Владимир Курнев (2000 — сентябрь 2003)
- Олег Кубарев (сентябрь 2003 — апрель 2004)
- Армен Адамян (апрель — сентябрь 2004)
- Людас Румбутис (сентябрь 2004 — октябрь 2006)
- Вадим Бразовский (как и. о. главного тренера, октябрь 2006 — 3 января 2007)
- Анатолий Байдачный (3 января 2007 — 13 июня 2007)
- Вадим Бразовский (как и. о. главного тренера, 14 июня — 28 июня 2007)
- Владимир Курнев (28 июня 2007 — 4 января 2008)
- Вадим Бразовский (2008)

## Достижения
- Высшее достижение в чемпионатах Беларуси — 8 место (2006).
- Полуфинал Кубка Беларуси (2005).[5]

## Структура клуба
В структуру клуба входили:
- команда мастеров, которая играла в Высшей лиге;
- дублирующий состав команды мастеров;
- юношеские команды в возрасте до 14, 15 и 16 лет.

## Стадион
Вначале команда не имела своего стадиона, играла матчи на арендованных полях в Дзержинске и Минске (в Дроздах). Строительство собственной арены началось с выходом «Дариды» в первую лигу. Стадион «Дарида» располагался в бывшей деревне Кунцевщина на западе Минска в пределах Минской кольцевой автодороги. Он являлся собственностью футбольного клуба.
В начале октября 2008 года клубный стадион «Дариды» был продан минскому «Динамо». При этом «Дарида» получила возможность безвозмездно пользоваться стадионом до окончания сезона. Впоследствии арена была закрыта на модернизацию. Обновленный стадион, получивший название «Динамо-Юни», вновь вступил в эксплуатацию в 2021 году.

## Фанатская группировка
За время существования клуба была известна только одна группировка (фирма) под названием «Water Demons», возникшая в 2001 году. С 2002 года она выпускала фанатский журнал «Fantom» (выходил раз в год). В сезонах 2006—2007 группировка насчитывала около 50 активных фанатов.

## Статистика выступлений
| Сезон | Лига             | М  | И   | В  | Н | П  | Голы  | Очки | Кубок               | Примечания                                     |
| ----- | ---------------- | -- | --- | -- | - | -- | ----- | ---- | ------------------- | ---------------------------------------------- |
| 2000  | Вторая лига (Д3) | 1  | 22  | 16 | 1 | 5  | 42-23 | 49   |                     | Выход в финальный раунд                        |
| 2000  | Вторая лига (Д3) | 1  | 141 | 9  | 2 | 3  | 31-14 | 29   | Выход в Первую лигу |                                                |
| 2001  | Первая лига (Д2) | 3  | 28  | 19 | 4 | 5  | 49-22 | 61   | 1/16 финала         |                                                |
| 2002  | Первая лига (Д2) | 1  | 30  | 23 | 5 | 2  | 89-23 | 74   | 1/16 финала         | Выход в Высшую лигу                            |
| 2003  | Высшая лига (Д1) | 13 | 30  | 7  | 4 | 19 | 22-45 | 25   | 1/16 финала         |                                                |
| 2004  | Высшая лига (Д1) | 11 | 30  | 9  | 8 | 13 | 38-48 | 35   | 1/8 финала          |                                                |
| 2005  | Высшая лига (Д1) | 10 | 26  | 7  | 8 | 11 | 30-36 | 29   | Полуфинал           |                                                |
| 2006  | Высшая лига (Д1) | 8  | 26  | 10 | 7 | 9  | 23-21 | 37   | 1/16 финала         |                                                |
| 2007  | Высшая лига (Д1) | 11 | 26  | 7  | 4 | 15 | 27-46 | 25   | 1/8 финала          |                                                |
| 2008  | Высшая лига (Д1) | 16 | 30  | 4  | 7 | 19 | 25-56 | 19   | Четвертьфинал       | Вылет в Первую лигу, прекращение существования |
| 2009  |                  |    |     |    |   |    |       |      | 1/16 финала         |                                                |

- 1 Включая 6 игр, перенесенных с 1-го раунда.